# Thalassophryne
Thalassophryne is een geslacht van straalvinnige vissen uit de familie van kikvorsvissen (Batrachoididae).

## Soorten
- Thalassophryne amazonica Steindachner, 1876
- Thalassophryne maculosa
- Thalassophryne megalops Bean & Weed, 1910
- Thalassophryne montevidensis (Berg, 1893)
- Thalassophryne nattereri Steindachner, 1876
- Thalassophryne punctata Steindachner, 1876